# Bourovec borový
Bourovec borový (Dendrolimus pini) je noční motýl z čeledi bourovcovitých, vyskytující se i na území České republiky.

## Popis

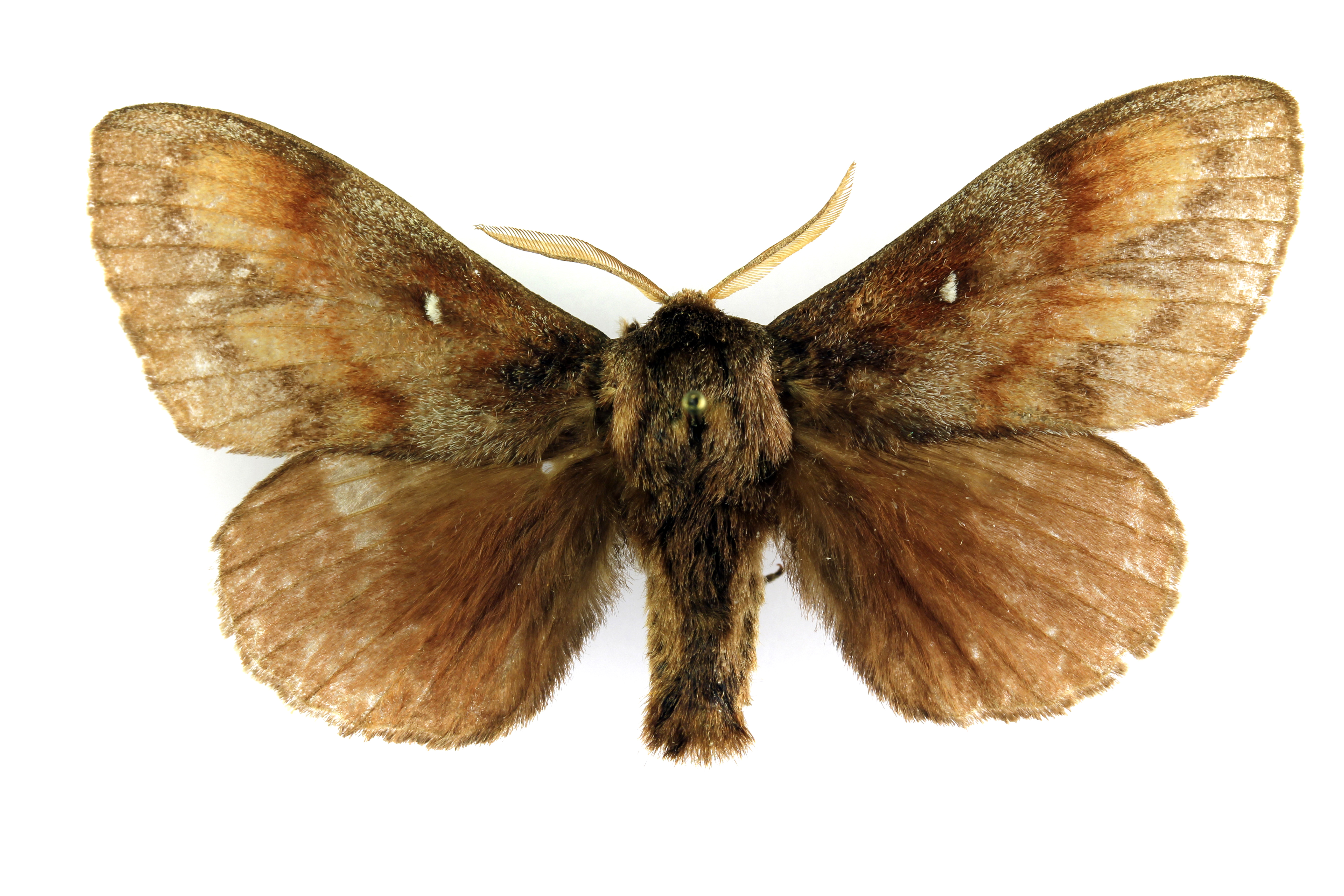
Sbírkový exemplář
(samec)

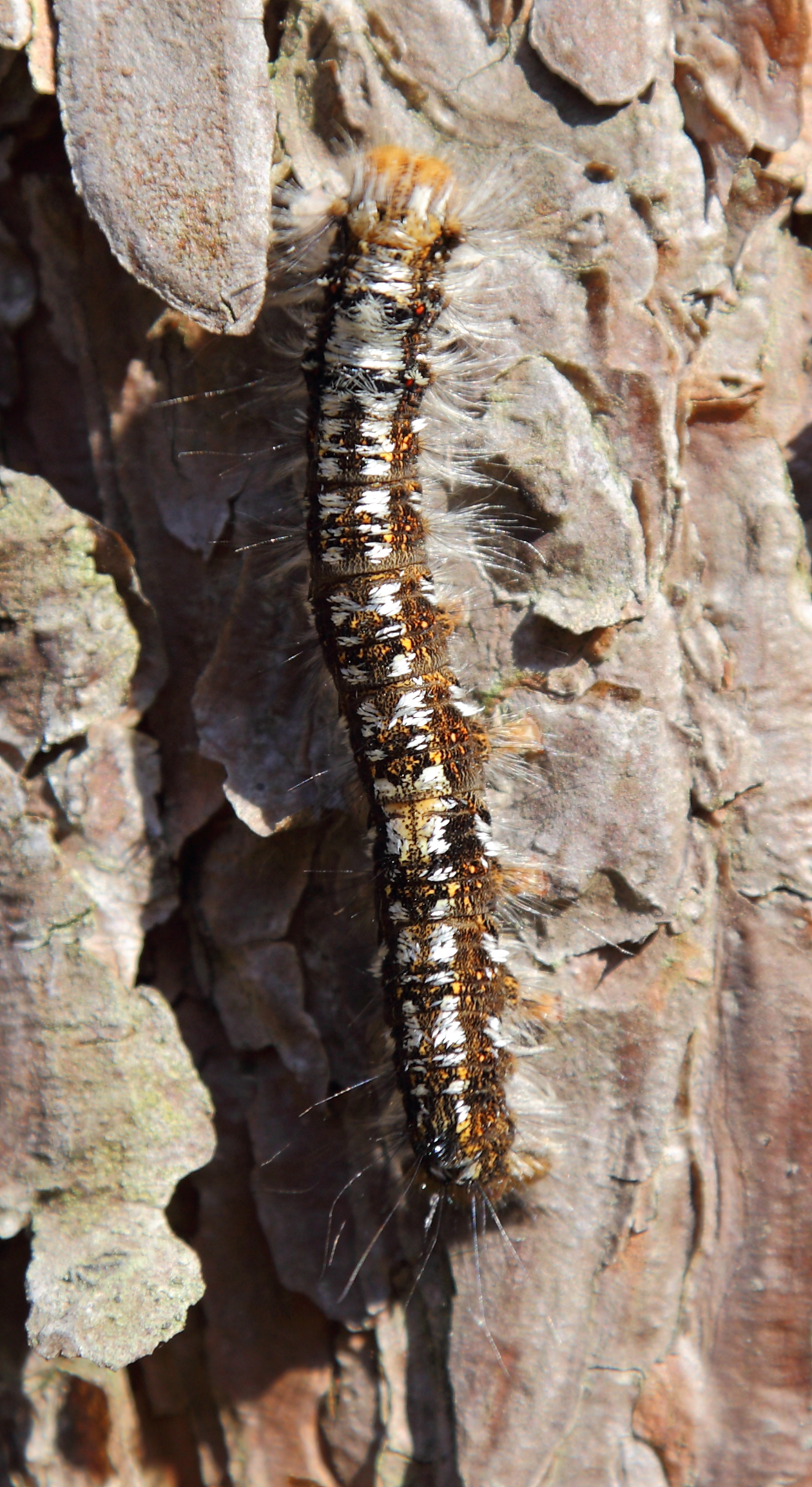
Housenka

Imago je robustní až zavalitý, poměrně velký motýl. Rozpětí předních křídel dosahuje 45–70 mm. Zbarvení je velmi proměnlivé; liší se od sebe obě pohlaví (samice jsou větší a světleji zbarvené) i jednotliví jedinci navzájem. Základní barva předních křídel může být šedá až okrově hnědá, plocha křídla je třemi tmavými, klikatými čarami rozdělena na jednotlivá, často různě zbarvená pole. Uprostřed křídla je bílá skvrna. Zadní křídla červenohnědé barvy jsou bez kresby. Oba páry křídel mají jemně vroubkované vnější okraje. Horské populace tohoto motýla se vyznačují tmavším zbarvením (forma montana)
Vajíčka jsou oválná, po nakladení modrozelená, později našedlá.
Housenka je, podobně jako dospělec, barevně variabilní. Může být hnědě či popelavě zbarvená, pravidelně černě skvrnitá. Na hřbetě má bílá políčka z hustých, krátkých chloupků, na bocích má chlupy delší. Mezi 2. a 3. článkem se nacházejí modré skvrny z krátkých chloupků, které jsou nejvíce vidět, když housenka při vyrušení nakrčí přední část těla. Dorostlá může měřit i 8–9 cm.
Kukla je 30–35 mm dlouhá, červenohnědé až tmavohnědé barvy a protáhlého tvaru.

## Rozšíření
Geografický areál výskytu zahrnuje Evropu, Asii a sever Afriky. V Evropě chybí na Sardinii a Sicílii, pouze vzácné nálezy jsou známy z Britských ostrovů.
Druh se vyskytuje od nížin po pahorkatiny v jehličnatých či smíšených lesích – podmínkou výskytu je přítomnost borovice. Upřednostňuje teplé, suché lokality.

## Bionomie
Ve středoevropských podmínkách létají motýli jen v jedné generaci, a to od června do srpna (ve vyšších nadmořských výškách i později). Létají především samci. Podobně jako další bourovci jsou aktivní v noci, zatímco přes den sedí v klidu na větvích a kmenech, kde se maskují svým zbarvením. Samičky kladou vajíčka ve snůškách po cca 50 kusech na jehlice, větvičky či kmen stromu. Housenky se líhnou v srpnu a okusují jehlice živné rostliny. Primárně se jedná o borovice, vzácně to může být i smrk či jedle, některé zdroje připouštějí i modřín, cedr, jalovec a douglasku.
Na podzim se nedorostlé housenky spouštějí ze stromu na zem, kde se ukrývají v hrabance a mechu, aby přezimovaly. Přezimují zpravidla jednou, ve vzácných případech mohou přezimovat i dvakrát. Brzy na jaře dalšího roku vylézají zpátky na stromy, dokončují žír a v červnu se kuklí ve štěrbinách kůry nebo mezi jehlicemi. Kukla je ukrytá v pevném zámotku šedavé, žlutohnědé či žlutozelené barvy. Motýl se z ní líhne zhruba po třech týdnech.

## Ekologie
Housenky bourovce borového jsou napadány parazitickými kuklicemi (rod Tachina), loví je krajník pižmový a krajník hnědý, kukačky i různé druhy netopýrů.

## Hospodářský význam
V dřívějších dobách (už Ponec se v roce 1982 vyjadřuje v minulém čase) byl řazen mezi hojné škůdce jehličnatých porostů (konkrétně řidších borovicových monokultur ve věku 40–90 let), dnes už velké riziko nepředstavuje a naopak přestává být běžným druhem.

## Galerie

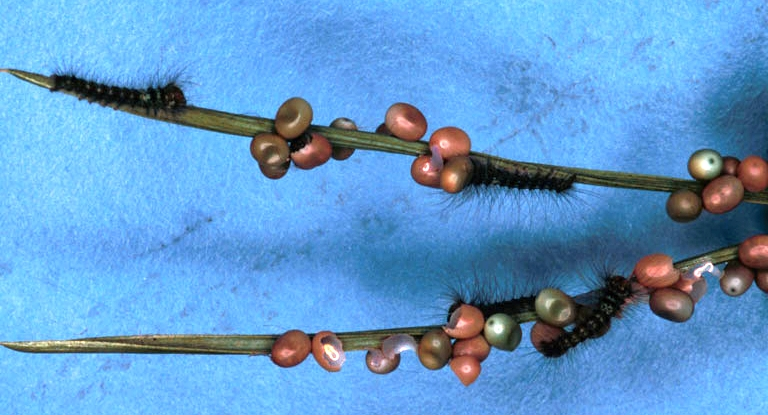
Líhnutí housenek
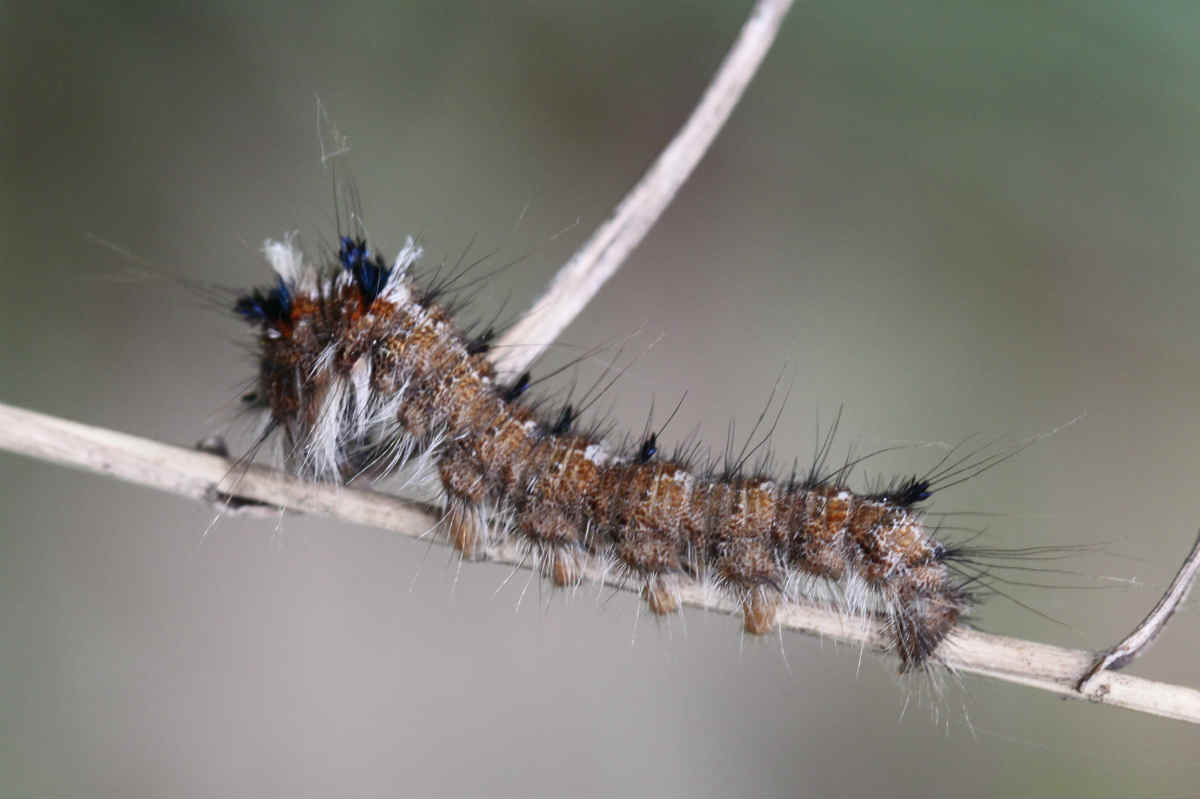
Housenka v obranném postoji
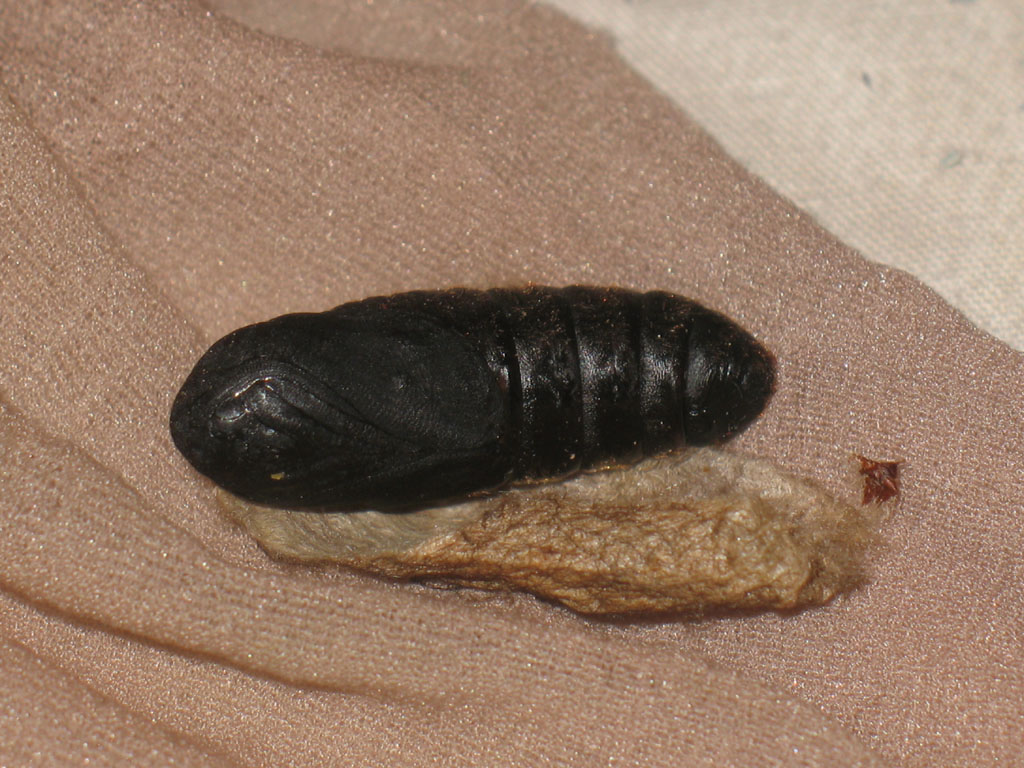
Kukla
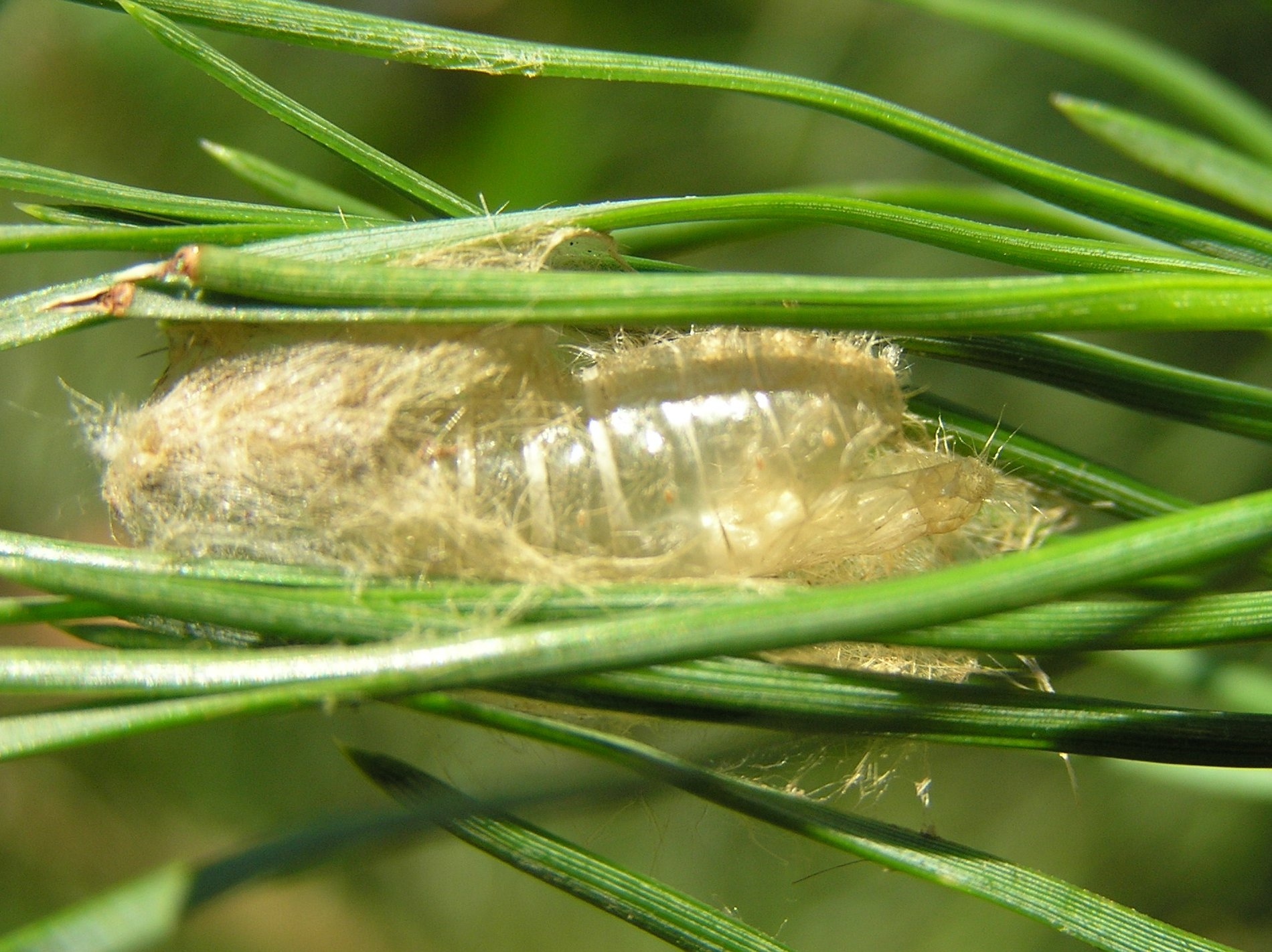
Kukla po vylíhnutí
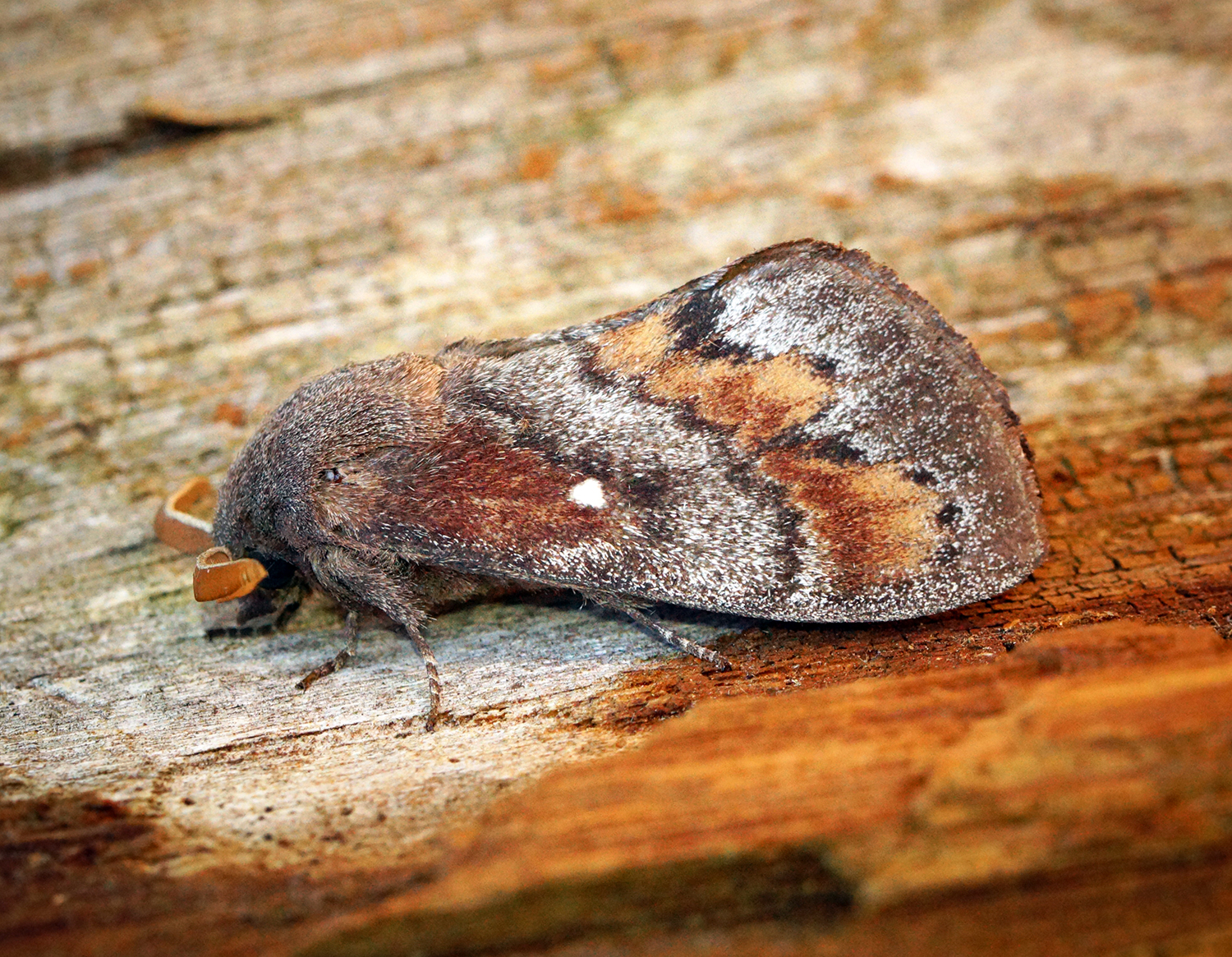
Nápadně pestrý samec